# Zelotes planiger
Zelotes planiger är en spindelart som beskrevs av Roewer 1961. Zelotes planiger ingår i släktet Zelotes och familjen plattbuksspindlar.
Artens utbredningsområde är Afghanistan. Inga underarter finns listade i Catalogue of Life.